# Wybory prezydenckie na Litwie w 1922 roku
Wybory prezydenckie z 1922 roku były pierwszymi opartymi na nowej konstytucji litewskiej. Wyboru prezydenta dokonywał parlament na okres trzech lat. Po wyborach parlamentarnych do I Sejmu litewskiego, 21 grudnia posłowie przystąpili do wyboru pierwszego konstytucyjnego prezydenta Litwy. Zwycięzcą został Aleksandras Stulginskis, który dopiero za trzecim głosowaniem został wybrany Głową Państwa. Tego samego dnia został zaprzysiężony na prezydenta. Jednak od samego początku prezydentura Stulginskisa naznaczona była konfliktem prawnym (prezydent uzyskał bezwzględną większość głosów obecnych na sali posłów, jednak nie większość ogółu deputowanych), który doprowadził do rozwiązania przez prezydenta parlamentu i rozpisania nowych wyborów.

## Wyniki
| Portret                 | Kandydat                | Głosy        | Głosy         | Głosy          |
| Portret                 | Kandydat                | I głosowanie | II głosowanie | III głosowanie |
| ----------------------- | ----------------------- | ------------ | ------------- | -------------- |
| Aleksandras Stulginskis | Aleksandras Stulginskis | 17           | 15            | 36             |
| Ernestas Galvanauskas   | Ernestas Galvanauskas   | x            | 3             | x              |
| Antanas Smetona         | Antanas Smetona         | x            | 2             | x              |